# Castelo de São Jorge
Das Castelo de São Jorge ist eine Festungsanlage mit integrierter Burgruine in Lissabon und gehört zu den vielen Sehenswürdigkeiten der Stadt.

## Geschichte
Die Burg wurde von den Mauren gebaut, die sie 1147 an Alfons den Eroberer verloren. Es wurde danach jahrhundertelang als Königsburg genutzt. In einem Turm der Burg, dem Torre do Tombo, befand sich die königliche Urkundensammlung. 1755 wurde die Burg beim Erdbeben von Lissabon weitgehend zerstört.

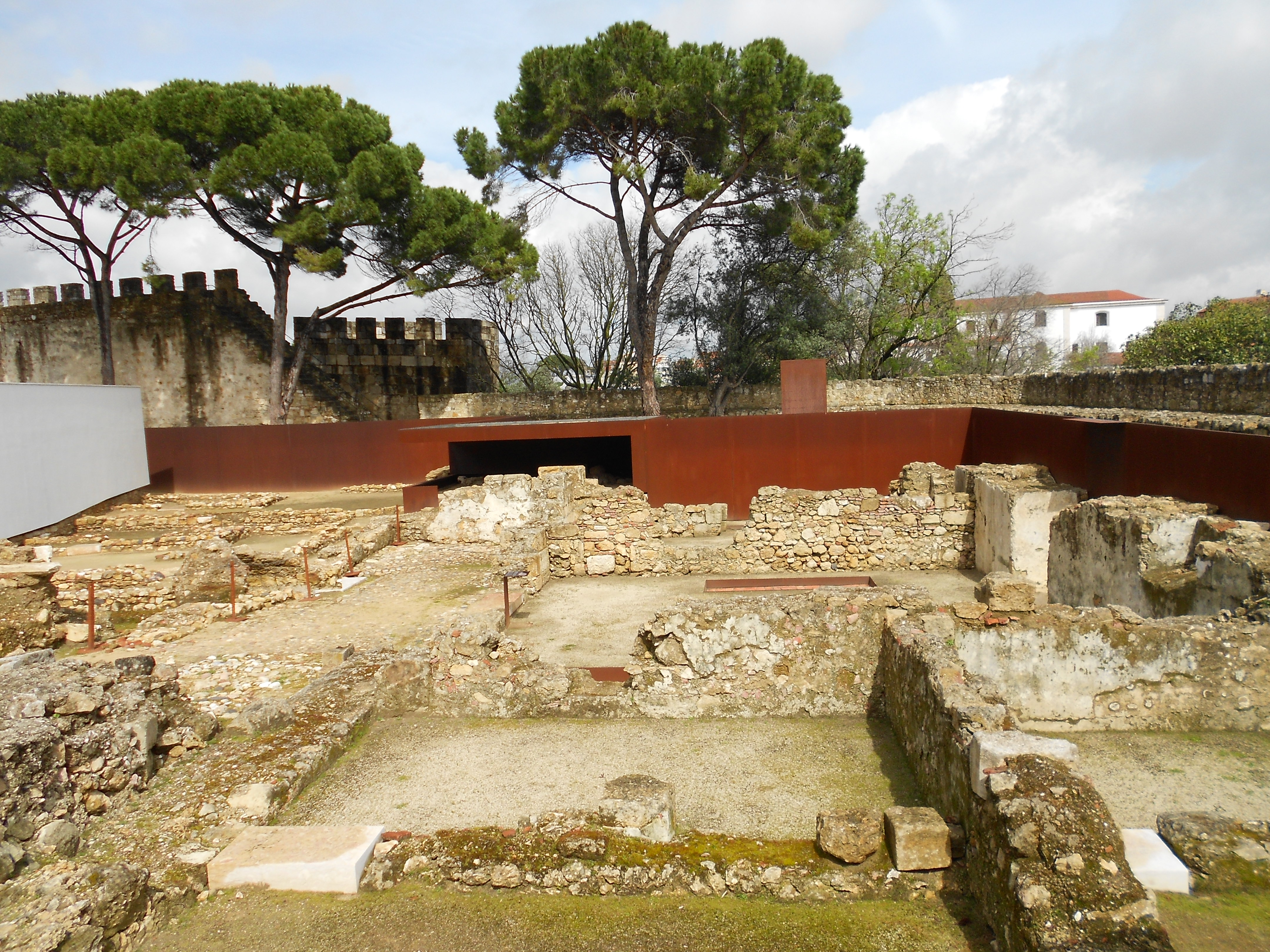
Ausgrabungen aus phönizischer, römischer und maurischer Zeit im Castelo de São Jorge

Das Gelände erstreckt sich auf etwa 6.000 m². Zur Anlage gehören mehrere Türme, Wachposten, ein Burggraben, Ausgrabungen aus phönizischer, römischer und maurischer Zeit sowie zwei große Plätze, die zum Verweilen, Boule- oder Dominospielen einladen.
Die Aussichtsplattform der Festung ermöglicht einen weiten Blick über die gesamte Stadt und den Tejo. Von historischem Interesse und sehenswert ist das so genannte Spitzbogen-Haus mit fünf Spitzbögen. Zu sehen sind unter anderem eine geschnitzte, mit Arabesken verzierte Tür aus dem 17. Jahrhundert. Außerdem war früher hier auch ein Gefängnis untergebracht.
1943 drehte der ehemalige UFA-Schauspieler Artur Duarte mit O Costa do Castelo eine erfolgreiche, im Burgviertel angesiedelte Komödie.